# 王錄 (萬曆進士)
王錄（1543年—？），字子薦，號龍溪，山東兗州府東平州壽張縣人，民籍，明朝政治人物。

## 生平
隆慶四年（1570年）庚午科山東鄉試第十二名，萬曆二年（1574年）甲戌科會試第一百五十一名，登二甲第三十名進士。授定州知州。

## 家族
曾祖王維；祖父王孜；父王謙，曾任省祭官。母崔氏。永感下。